# موريس غرين (عالم)
موريس غرين (بالإنجليزية: Maurice Green)‏ هو عالم أمريكي، ولد في 5 مايو 1926 في نيويورك في الولايات المتحدة، وتوفي في 5 ديسمبر 2017 في سانت لويس في الولايات المتحدة.

## معرض صور

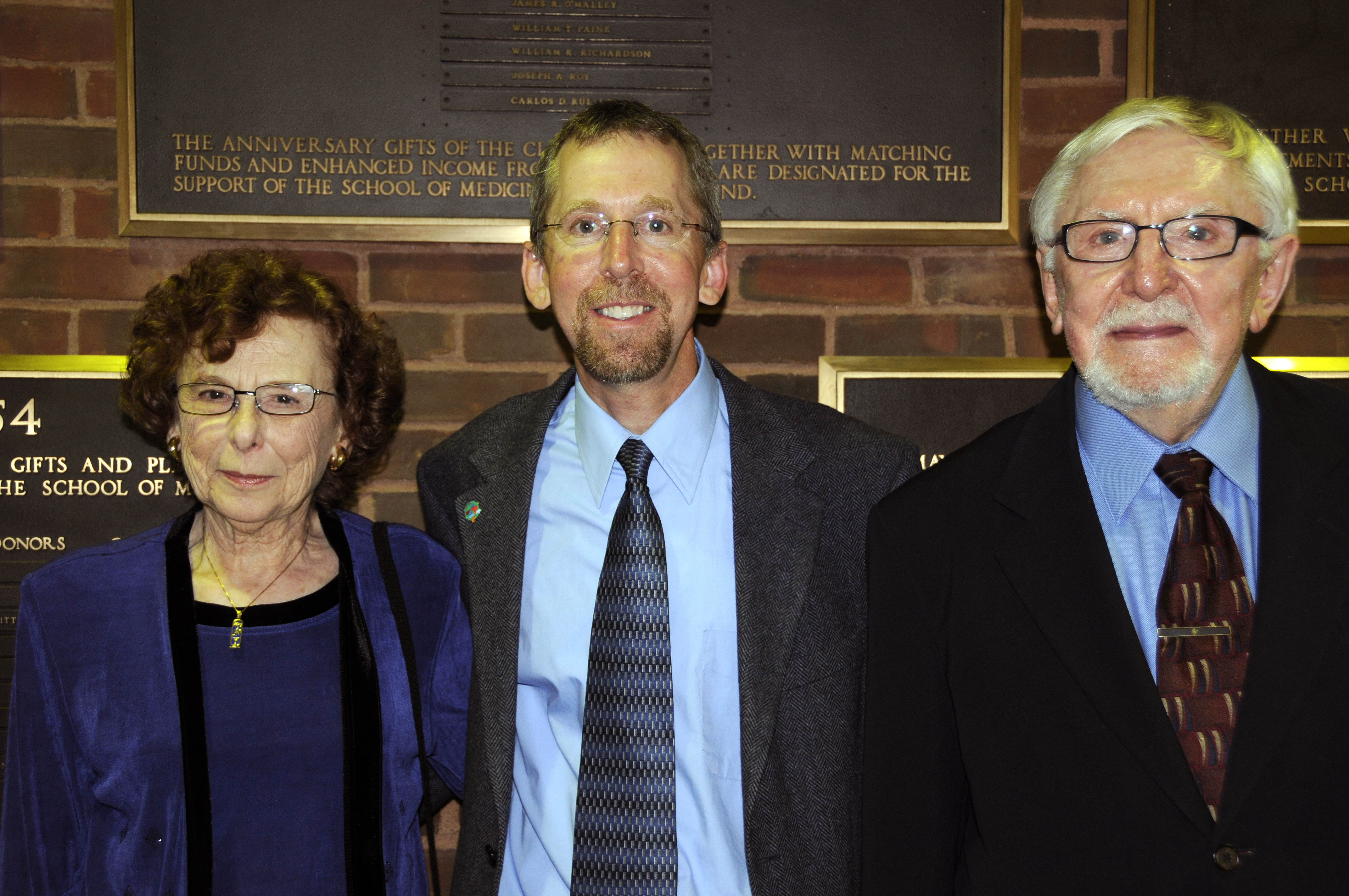
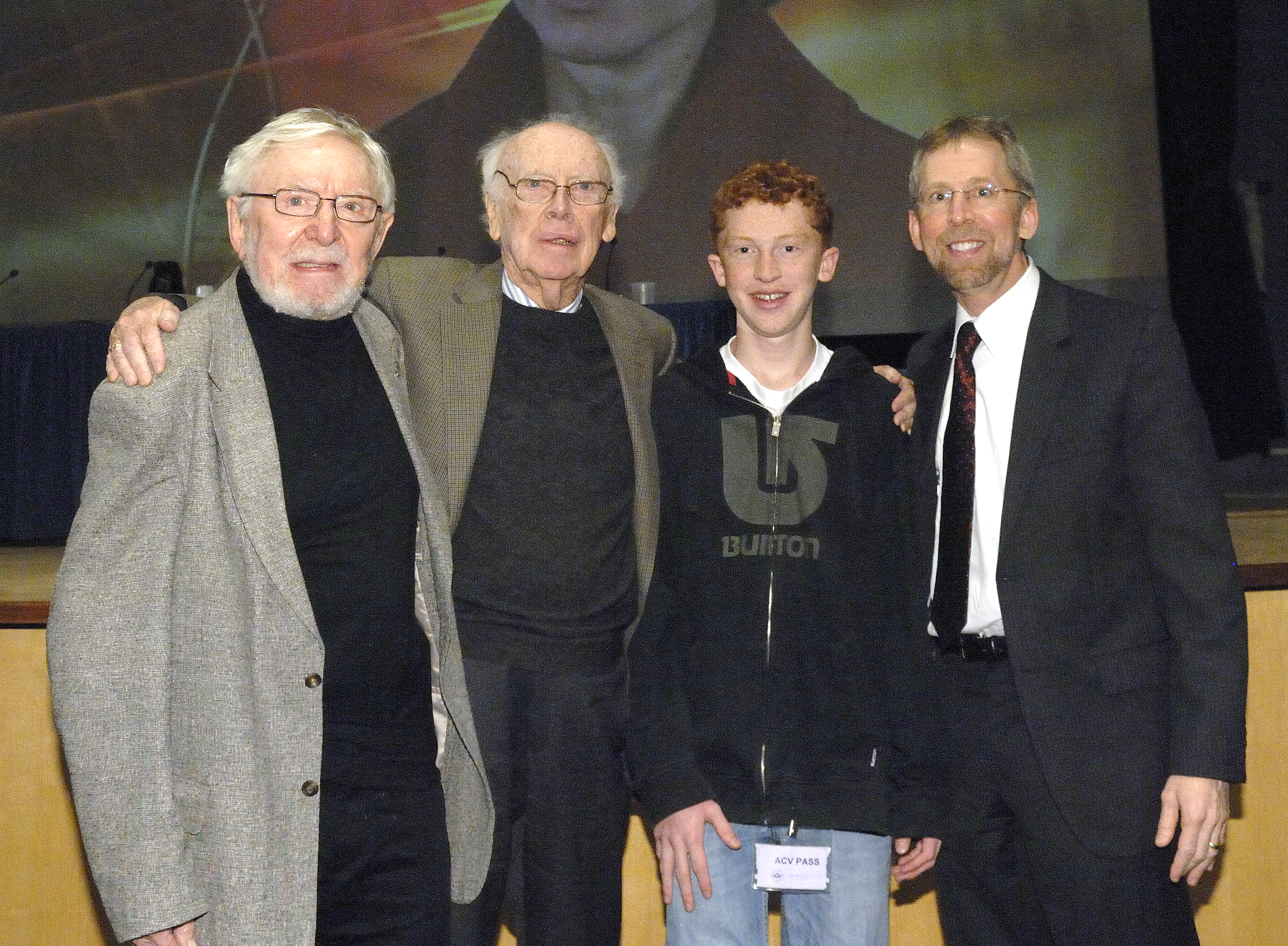
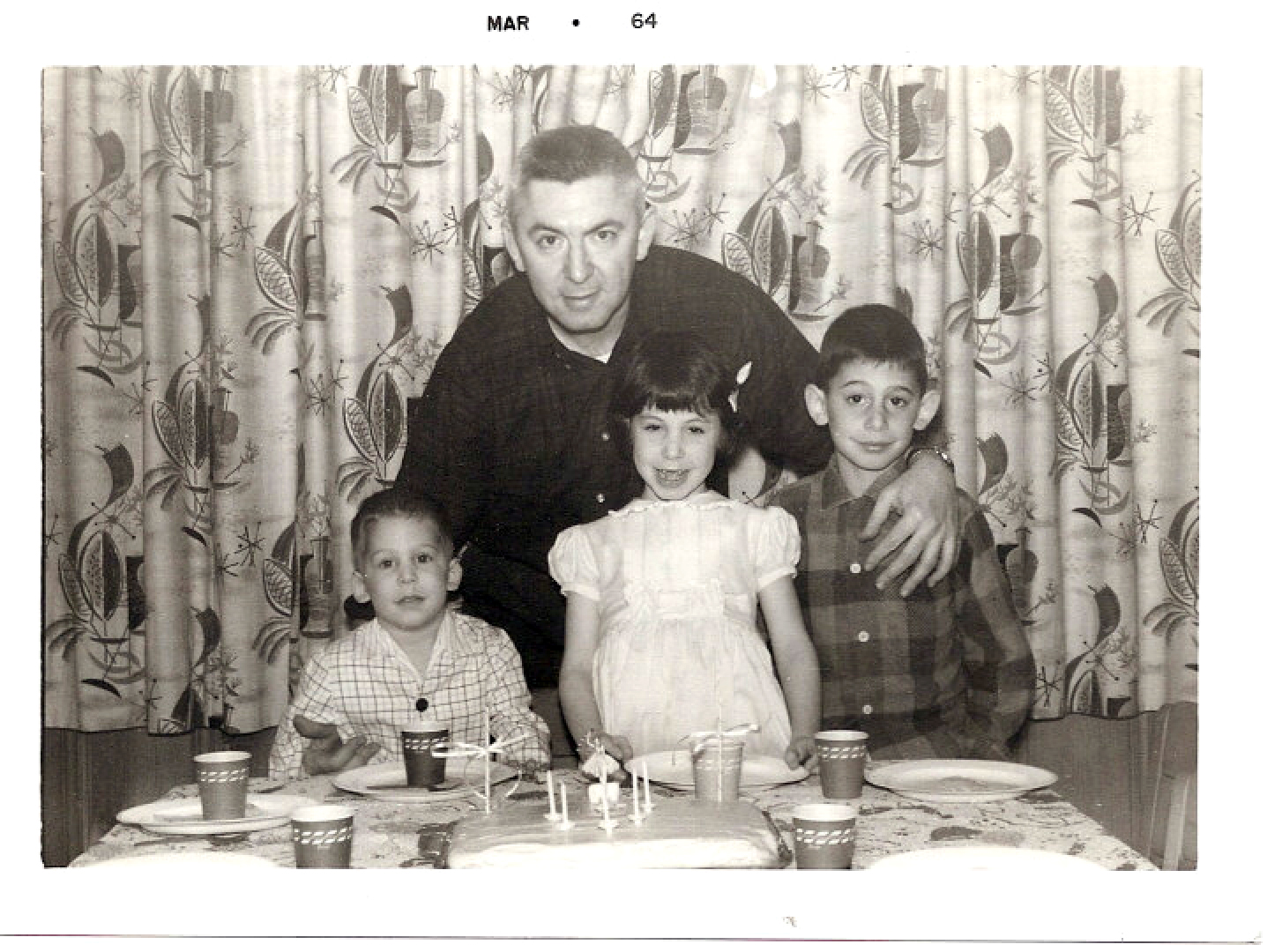